# انبریج

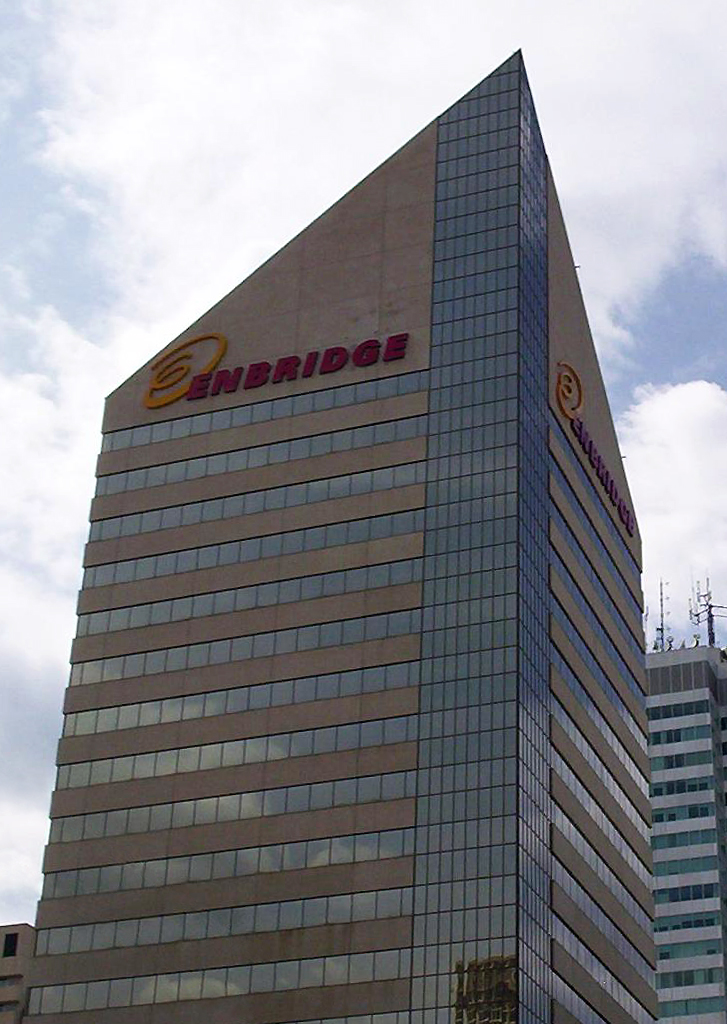
ساختمان اداری انبریج در ادمونتون، آلبرتا، کانادا

انبریج (به انگلیسی: Enbridge) شرکت توزیع نفت و گاز کانادایی است، که در کلگری، آلبرتا مستقر می‌باشد.
فعالیت‌های اقتصادی این شرکت از ۳ بخش تشکیل شده‌است که شامل بخش انتقال و توزیع نفت خام، میعانات گازی و احداث خطوط لوله، بخش انتقال و توزیع گاز طبیعی و بخش تولید انرژی‌های تجدیدپذیر.
شرکت انبریج در سال ۱۹۴۹ و با نام شرکت خط لوله آی‌پی‌ال (IPL) تأسیس شد. مدت کوتاهی پس از کشف اولین میدان بزرگ نفتی در کانادا، که در شهر لودوک آلبرتا قرار داشت، خط لوله اصلی برای انتقال نفت خام از غرب کانادا به پالایشگاه‌های مستقر در شرق این کشور، توسط این شرکت ساخته شد.
در سال ۱۹۹۸ نام شرکت از آی‌پی‌ال به انبریج تغییر یافت. نام انبریج Enbridge ترکیبی از دو واژه "انرژی" (انگلیسی : energy) و "بریج" «بمعنی: پل» (انگلیسی : bridge) می‌باشد.
تعداد کارکنان شرکت انبریج در حدود ۶ هزار نفر است، که در کانادا و ایالات متحده فعالیت می‌کنند. در اکتبر ۲۰۰۹ فهرست ۱۰۰ شرکت بزرگ کانادا، توسط مدیاکورپ اعلام شد، که نام انبریج نیز در این فهرست قرار داشت.